# Neuville-Vitasse
Neuville-Vitasse is een gemeente in het Franse departement Pas-de-Calais (regio Hauts-de-France) en telt 503 inwoners (1999). De plaats maakt deel uit van het arrondissement Arras.

## Geografie
De oppervlakte van Neuville-Vitasse bedraagt 7,0 km², de bevolkingsdichtheid is 71,9 inwoners per km².
De onderstaande kaart toont de ligging van Neuville-Vitasse met de belangrijkste infrastructuur en aangrenzende gemeenten.

## Demografie
Onderstaande figuur toont het verloop van het inwonertal (bron: INSEE-tellingen).